# Hermann von Gilm zu Rosenegg

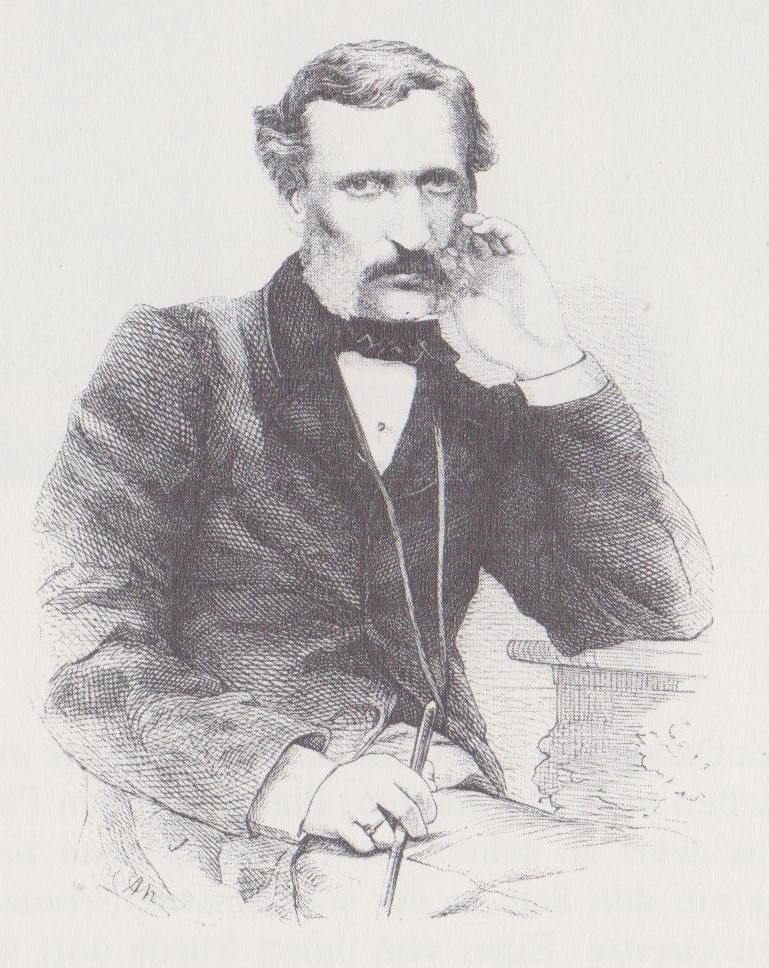
Hermann von Gilm zu Rosenegg

Hermann von Gilm zu Rosenegg, eigentlich: Hermann Gilm von Rosenegg (* 1. November 1812 in Innsbruck; † 31. Mai 1864 in Linz) war ein österreichischer Jurist und Dichter.

## Leben

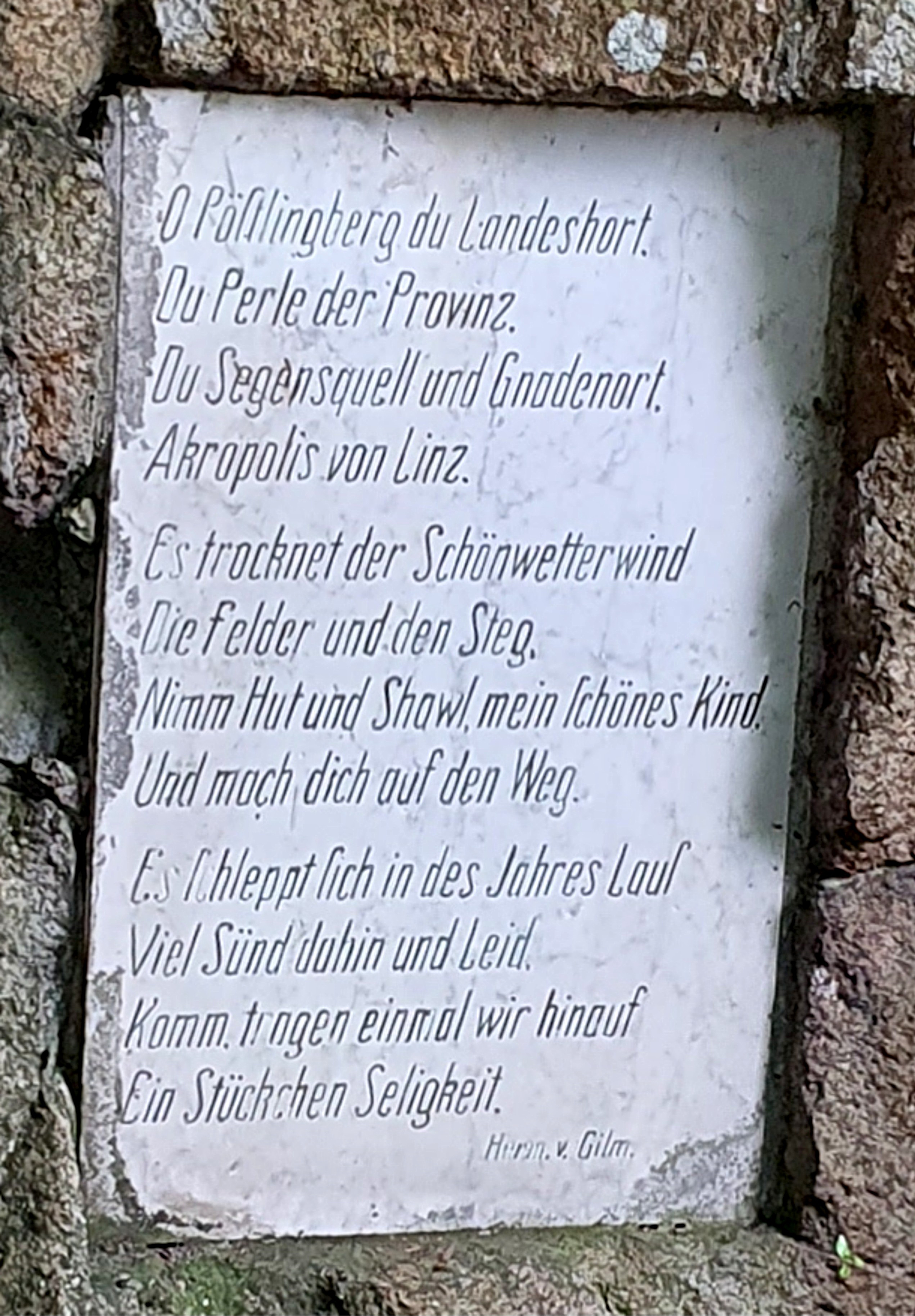
Pöstlingberg-Gedicht

Schwäbisch-alemannischer Abstammung, verbrachte er seine Jugend in Vorarlberg, wo er in Feldkirch das Gymnasium besuchte. Nach seinem Studium der Rechtswissenschaften an der Universität Innsbruck war er ab 1840 Staatsbeamter in Schwaz, Bruneck und Rovereto. 1846 kam er nach Wien und arbeitete zunächst als Konzeptspraktikant in der Hofkanzlei, nach deren Auflösung im k. k. Innenministerium. 1856 wurde er in Linz zum Leiter des Präsidialbüros der Statthalterei ernannt. In seiner Zuständigkeit für das Theaterressort verfasste er Theaterberichte und verhinderte grobe Eingriffe in die Spielpläne und Texte der Stücke.
Hermann von Gilm erntete Lob für seine feinsinnigen Gedichte. In den politischen Liedern spiegelt sich sein erhitztes Gemüt, und als Gegner der Jesuiten schrieb er scharfe Polemiken. Im Umgang mit seinen Werken trat er der Öffentlichkeit gegenüber zurückhaltend auf. Als Liberaler konnte der Beamte seine politische und kirchliche Überzeugung nicht unter seinem Namen publizieren. Zu Lebzeiten erschien nur der Gedichtband Tiroler Schützenleben.
Gottfried Benn schätzte den Dichter. Richard Strauss hat 1885 acht Gedichte aus dem Zyklus „Die letzten Blätter“ (ursprünglich in Sophienlieder veröffentlicht) als sein Opus 10 vertont, unter denen vor allem „Zueignung“ (Nr. 1), „Die Nacht“ (Nr. 3) und „Allerseelen“ (Nr. 8) sich bleibender Beliebtheit erfreut.
Sein Bruder Hugo von Gilm (1831–1906) wurde Chemiker.

## Ehrungen
- Die Innsbrucker Stadtväter erwogen bereits 1870, die damalige Verlängerung der Angerzellgasse in Gilmstraße umzubenennen. 1873 wurde dieses Vorhaben umgesetzt; auch die dort befindliche Volksschule hieß Gilmschule. Außerdem befindet sich eine Büste Gilms an der Fassade des Tiroler Landesmuseums in Innsbruck.
- In Bozen ist eine Straße nach Hermann von Gilm benannt.
- In Meran gibt es einen Hermann-von-Gilm-Weg, außerdem trägt die deutschsprachige Grundschule von Obermais seinen Namen.
- Am Brunecker Graben wurde eine nordwestlich bestehende Freifläche Gilmplatz benannt; auch wird ein Saal des Kulturhauses Michael Pacher als Gilmsaal bezeichnet.
- In Wien-Hernals wurde 1894 die Gilmgasse in nach ihm benannt.
- In Linz wurde 1898 zu seinen Ehren am Sterbehaus eine Büste enthüllt,[Anm. 3][1] und 1914 die Gilmstraße nach ihm benannt.[2]
- In Dornbirn, wo Gilm aufwuchs, trägt seit 1910 eine Straße seinen Namen.
- Auch München widmete ihm 1937 eine Straße im Stadtteil Sendling.

## Werke
- Märzveilchen (1836)[3]
- Sommerfrischlieder aus Natters (1839)[4]
- Sophienlieder (1844)[5]
- Tiroler Schützen-Leben. Festgabe zur Feier der fünfhundertjährigen Vereinigung Tirols mit dem österreichischen Herrscherhause. Wagner, Innsbruck 1863; Digitalisat in der Google-Buchsuche.
- Gedichte. Zwei Bände. Gerold, Wien 1864–65.
  - Band 1; Digitalisat in der Google-Buchsuche.
  - Band 2; Digitalisat in der Google-Buchsuche.
- Nachtrag (1868)
- Jakob Stainer. Dichtung. In: Jakob Stainer, der Geigenmacher von Absam in Geschichte und Dichtung. Wagner, Innsbruck 1992, S. 137–143; Textarchiv – Internet Archive.
- Gedichte. Liebeskind, Leipzig 1894; archive.org.